# Туалатин (река)
Туалатин (англ. Tualatin River) — река на северо-западе штата Орегон (США), левый приток реки Уилламетт, которая, в свою очередь, является притоком реки Колумбия. Длина реки Туалатин составляет 134 км.

## География

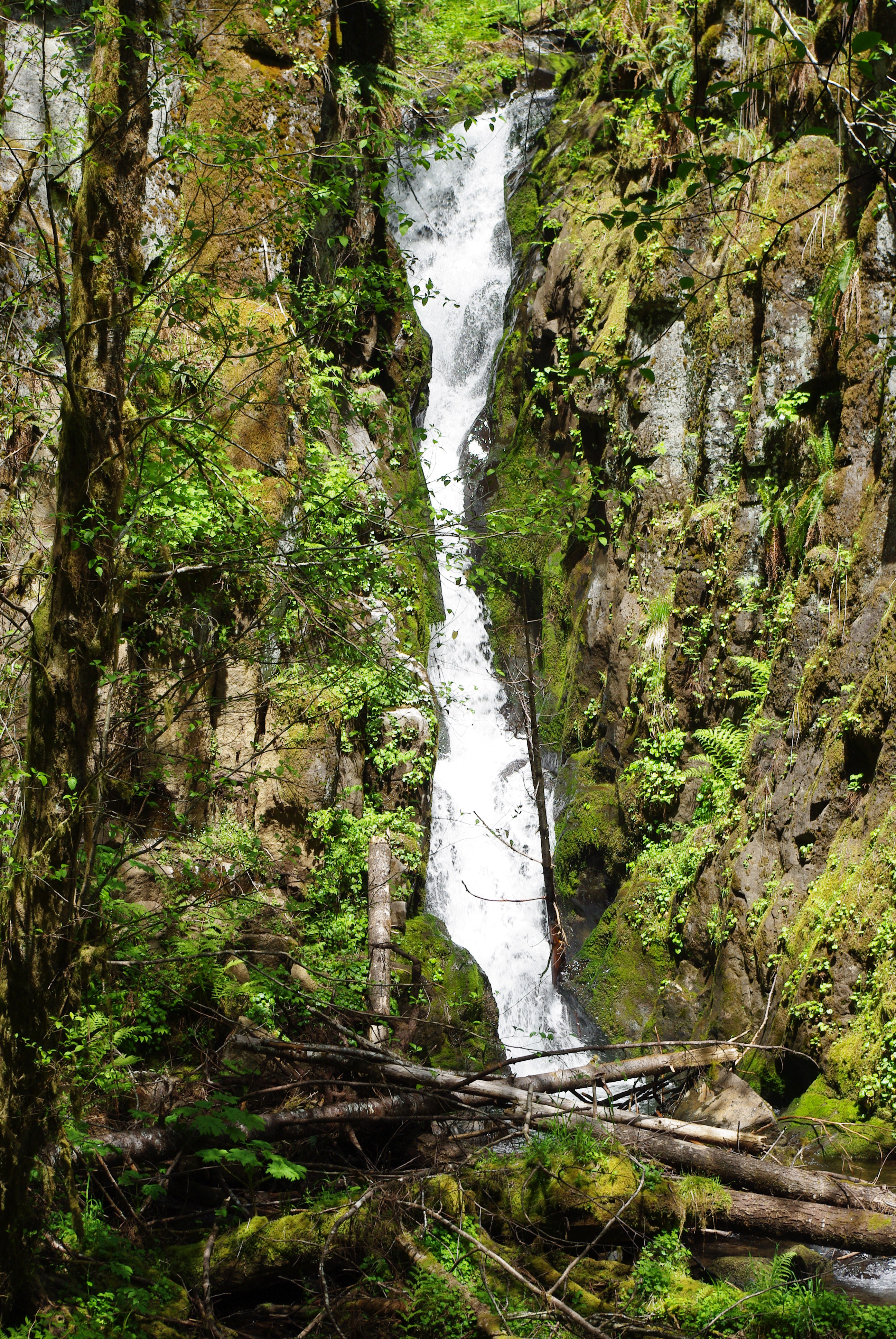
Водопад Кай-а-Катс в верховьях реки Туалатин

Река Туалатин начинается в горах Туалатин (часть Орегонского Берегового хребта), в округе Вашингтон (Орегон), на высоте около 740 м. После этого река течёт по округам Вашингтон и Клакамас преимущественно в юго-восточном направлении. У реки находятся города Форест-Гров, Корнелиус, Хилсборо, Кинг-Сити, Тайгард, Туалатин, Ривергров, Лейк-Осуиго и Уэст-Линн. Река Туалатин впадает в реку Уилламетт вблизи города Уэст-Линн, на высоте 18 м.
Основные притоки — Скоггинс-Крик (левый приток, впадает на высоте 52 м), Гейлс-Крик (левый приток, впадает на высоте 49 м), Дейри-Крик (левый приток, впадает на высоте 41 м), Рок-Крик (Rock Creek, левый приток, впадает на высоте 39 м) и Фанно-Крик (левый приток, впадает на высоте 33 м).
Площадь водосборного бассейна реки Туалатин — 1844 км². Примерно 39 % этой территории занимают леса, 35 % — сельскохозяйственные угодья, а оставшиеся 26 % — населённые пункты. Весь бассейн находится на территории штата Орегон. Помимо округов Вашингтон и Клакамас, по которым протекает река, бассейн включает в себя части территории округов Малтнома, Тилламук и Ямхилл.
Cредний расход воды в реке Туалатин в её нижнем течении вблизи города Уэст-Линн — 41,6 м³/c (по усреднённым данным 1929—2013 годов). Наибольший средний расход воды был в 1999 году — 78,9 м³/c.

## История
До прихода европейцев в долине реки Туалатин жили индейцы племени Атфалати — представители народа Калапуйя. Они также были известны под названиями Туалатин и «племя озера Уопато». В честь одного из их названий и получила своё имя река Туалатин. Известно, что существовали по крайней мере 16 индейских поселений в районе реки Туалатин. Европейские поселенцы начали прибывать в долину реки в 1830-х годах. Многие индейцы умерли от эпидемий различных болезней. К 1855 году в долине реки осталось лишь около 65 индейцев. В 1856 году они были насильно переселены в резервацию Гранд-Ронд. 